# Norma McCorvey
Norma Leah Nelson McCorvey (* 22. September 1947 in Simmesport, Louisiana; † 18. Februar 2017 in Katy, Texas), auch bekannt unter dem Pseudonym Jane Roe, war die Klägerin in der bahnbrechenden amerikanischen Rechtssache Roe v. Wade, in der der Oberste Gerichtshof der USA 1973 entschied, dass die Gesetze einzelner Bundesstaaten zum Verbot von  Abtreibungen verfassungswidrig sind.

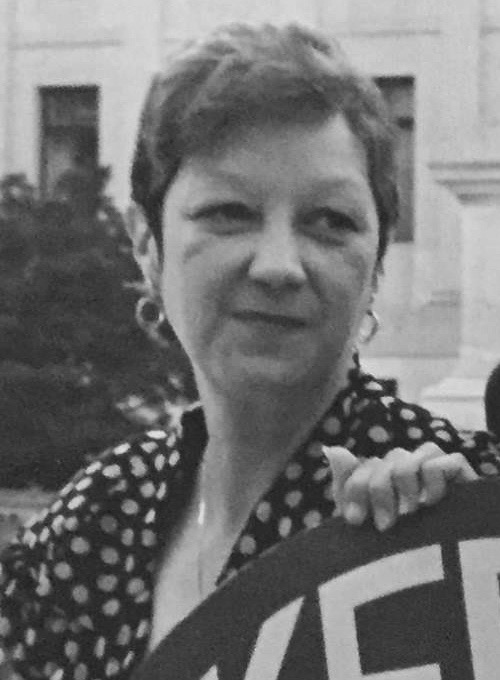
Norma McCorvey (1989)

In ihrem späteren Leben wurde McCorvey evangelische Protestantin und in ihren letzten Lebensjahren römisch-katholisch und beteiligte sich an der Anti-Abtreibungsbewegung. McCorvey erklärte damals, ihr Engagement für Roe sei „der größte Fehler [ihres] Lebens“ gewesen. In dem Dokumentarfilm AKA Jane Roe, von Nick Sweeney sagte McCorvey jedoch in ihrem selbstbenannten „Geständnis am Sterbebett“, dass sie „die Anti-Abtreibungsbewegung nie wirklich unterstützt“ habe und sie für ihre abtreibungsfeindliche Haltung bezahlt worden sei.

## Frühe Lebensjahre
McCorvey wurde in Simmesport, Louisiana geboren und verbrachte ihre frühe Kindheit am Wohnort ihrer Familie in Lettsworth in Pointe Coupee Parish. Später in ihrer Kindheit zog die Familie nach Houston. McCorveys Vater, Olin Nelson, ein Fernsehmechaniker, verließ die Familie, als McCorvey 13 Jahre alt war. Ihre Eltern ließen sich daraufhin scheiden. Sie und ihrer älterer Bruder wurden von ihrer Mutter Mary (geborene Gautreaux), einer gewalttätigen Alkoholikerin, aufgezogen. McCorveys Vater starb am 28. Dezember 1995. McCorveys Mutter wurde als Pfingstlerin erzogen, McCorveys Vater leitete sie und ihre Familie jedoch als Zeugen Jehovas.
McCorvey hatte bereits im Alter von zehn Jahren Ärger mit dem Gesetz, als sie die Kasse einer Tankstelle ausraubte und mit einer Freundin nach Oklahoma City floh. Sie überredeten einen Hotelangestellten, ihnen ein Zimmer zu vermieten und waren seit zwei Tagen dort, bis ein Zimmermädchen sie und ihre Freundin beim Küssen erwischte. McCorvey wurde verhaftet und vor Gericht gebracht, wo sie zum Staatsmündel erklärt wurde und ein Richter sie in ein katholisches Internat schickte. Erst 1998 wurde sie katholisch.
Später wurde McCorvey im Alter von 11 bis 15 Jahren mehrfach auf die "State School for Girls" in Gainesville, Texas, geschickt. Sie sagte, dies sei die glücklichste Zeit ihrer Kindheit gewesen und jedes Mal, wenn sie nach Hause geschickt wurde, habe sie absichtlich etwas Schlimmes getan, um zurückgeschickt zu werden. Nach ihrer Entlassung lebte McCorvey bei dem Cousin ihrer Mutter, der sie drei Wochen lang jede Nacht vergewaltigte. Als McCorveys Mutter davon erfuhr, behauptete ihr Cousin, McCorvey würde lügen.
Während sie in einem Restaurant arbeitete, lernte Norma Woody McCorvey (geboren 1940) kennen, den sie 1963 im Alter von 16 Jahren heiratete. Später verließ sie ihn, nachdem er ihr gegenüber gewalttätig wurde. Sie zog zu ihrer Mutter und brachte 1965 ihr erstes Kind, Melissa, zur Welt. Nach der Geburt entwickelte McCorvey ein schweres Alkohol- und Drogenproblem. Bald darauf begann, sie sich als lesbisch zu bezeichnen. In ihrem Buch gibt sie an, dass sie auf einem Wochenendtrip zwei Freunde besuchte und ihr Baby bei ihrer Mutter zurückließ. Als sie zurückkam, tauschte ihre Mutter Melissa gegen eine Babypuppe aus und zeigte Norma bei der Polizei an, weil sie ihr Baby ausgesetzt habe und rief die Polizei, um sie aus dem Haus zu holen. Sie sagte Norma wochenlang nicht, wo Melissa war und ließ sie erst nach drei Monaten ihr Kind besuchen. Sie erlaubte McCorvey, wieder einzuziehen. Eines Tages weckte sie McCorvey nach einem langen Arbeitstag auf und forderte sie auf, die als Versicherungspapiere ausgegebenen Dokumente zu unterschreiben, was sie auch, ohne sie zu lesen, tat. Es handelte sich bei den unterschriebenen Papieren jedoch um Adoptionspapiere, mit denen ihre Mutter das Sorgerecht für Melissa übertragen wurde. McCorvey wurde erneut aus dem Haus geworfen.
Im folgenden Jahr wurde McCorvey erneut schwanger und brachte ein weiteres Baby, Jennifer, zur Welt, das zur Adoption freigegeben wurde.

## Roe v. Wade
1969, im Alter von 21 Jahren, wurde McCorvey ein drittes Mal schwanger und kehrte nach Dallas zurück. Nach Angaben von McCorvey rieten ihr Freunde, sie solle fälschlicherweise behaupten, sie sei von einer Gruppe Schwarzer Männer vergewaltigt worden und könne so nach dem texanischen Gesetz, das die meisten Abtreibungen erwirken; ob das texanische Recht eine solche Ausnahme für Vergewaltigung vorsah, lässt sich nicht klar sagen. Da es keine polizeilichen Beweise oder Unterlagen gab, war der Plan nicht erfolgreich, und McCorvey gab später zu, dass sie gelogen hatte. Sie versuchte eine illegale Abtreibung vornehmen zu lassen, jedoch war die empfohlene Klinik von den Behörden geschlossen worden. Ihr Arzt, Richard Lane, schlug ihr vor, Henry McCluskey, einen Adoptionsanwalt in Dallas zu konsultieren. McCorvey erklärte, dass sie nur an einem Schwangerschaftsabbruch interessiert sei, willigte aber ein, sich mit McCluskey zu treffen.
Schließlich wurde McCorvey an die Anwältinnen Linda Coffee und Sarah Weddington verwiesen, die nach schwangeren Frauen suchten, die abtreiben wollten. Der Fall Roe v. Wade (Henry Wade war der Staatsanwalt) zog sich über drei Jahre bis zum Obersten Gerichtshof der Vereinigten Staaten hin, und McCorvey nahm an keiner einzigen Verhandlung teil. Während des Prozesses gebar McCorvey ihr drittes Kind und gab es ebenfalls zu Adoption frei. McCorvey bezeichnete sich kurz nach der Entscheidung gegenüber der Presse als "Jane Roe" und erklärte, sie habe eine Abtreibung angestrebt, weil sie arbeitslos und stark deprimiert sei. 1983 erklärte McCorvey gegenüber der Presse, sie sei vergewaltigt worden; 1987 erklärte sie, die Vergewaltigungsbehauptung sei unwahr.

### McCorveys drittes Kind
Im Jahr 2021 erklärte Shelley Lynn Thornton, McCorveys drittes Kind, sie sei "weder pro-life noch pro-choice". Sie wuchs auf, ohne zu wissen, dass sie der Fötus war, um den es im Fall Roe ging, bis ihre leibliche Mutter 1989 in der Today Show auftrat und von ihrem Wunsch sprach, ihre Tochter kennenzulernen. Daraufhin fand ein Journalist des National Enquirer Thornton als Teenagerin und erzählte ihr von ihrer pränatalen Geschichte, was sie sehr verärgerte. 1991 wurde Thornton schwanger, trieb aber nicht ab, weil Abtreibung "nicht zu [ihrem] Wesen gehört". Bis 2021 hatte sie ihre beiden Halbgeschwister, aber nicht ihre leibliche Mutter, kennengelernt. Laut Thornton sagte McCorvey 1994 am Telefon zu ihr, dass sie sich bei ihr bedanken solle, weil sie sie nicht abgetrieben habe. Thornton reagierte darauf mit den Worten: "Was! Ich soll dir dafür danken, dass du dich schwängern lässt [...] und mich dann weggibst?" Sie sagte McCorvey, dass sie ihr "nie und immer dafür danken würde, dass sie [sie] nicht abgetrieben hat". Sie reflektierte, dass "wenn jemand mit einem Baby schwanger ist und es nicht will, entwickelt sich diese Person in dem Wissen, dass sie nicht gewollt ist."

## Anti-Abtreibungs-Aktivismus
1994 veröffentlichte McCorvey ihre Autobiografie "I Am Roe". Bei einer Buchsignierung freundete sich McCorvey mit Flip Benham an, einem evangelikalen Geistlichen und dem nationalen Direktor der Anti-Abtreibungsorganisation "Operation Rescue". Sie konvertierte zum Evangelikalismus und ließ sich am 8. August 1995 von Benham in einem Hinterhofschwimmband in Dallas, Texas, taufen – ein Ereignis, das für das nationale Fernsehen gefilmt wurde. Zwei Tage später gab sie bekannt, dass sie ihren Job in einer Abtreibungsklinik gekündigt hatte und sich für die Kampagne von Operation Rescue zur Illegalisierung von Abtreibungen einsetze. Sie äußerte Reue über ihre Rolle bei der Entscheidung des Obersten Gerichtshofs und sagte, sie sei ein Spielball der Abtreibungsaktivisten gewesen.
Am 17. August 1998 wurde McCorvey in einer von Pater Edward Robinson zelebrierten Messe in der St. Thomas Aquinas Kirche in Dallas in die katholische Kirche aufgenommen, die von Pater Frank Pavone, der Leiter von Priests for Life, konzelebriert wurde. McCorveys zweites Buch "Won by Love" wurde 1998 veröffentlicht und beschreibt ihre religiöse Konversion. In dem Buch schrieb sie, dass ihr Sinneswandel 1995 stattfand, als sie in einem Büro von Operation Rescue ein Poster über die fötale Entwicklung sah.
2004 bemühte sich McCorvey darum, dass der U.S. Supreme Court das Urteil Roe v. Wade aufhebt, da es inzwischen Beweise dafür gebe, dass das Verfahren Frauen schade. Der Fall wurde 2005 abgewiesen. Am 22. Januar 2008 unterstützte McCorvey den republikanischen Präsidentschaftskandidaten Ron Paul wegen seiner Haltung gegen Abtreibungen.
McCorvey beteiligte sich weiterhin aktiv in Anti-Abtreibungs-Demonstrationen, unter anderem an einer, vor der Eröffnungsrede des damaligen Präsidenten Barack Obama vor den Absolvierenden der Universität von Notre Dame. McCorvey wurde am ersten Tag der Anhörung des US-Senats zur Bestätigung von Sonia Sotomayor für den Obersten Gerichtshof der Vereinigten Staaten verhaftet, nachdem sie und ein weiterer Demonstrant während der Eröffnungsrede von Senator Al Franken zu schreien begannen. McCorvey trat 2013 in dem Film "Doonby", in dem sie eine Anti-Abtreibungsbotschaft überbringt. Sie ist ebenfalls das Thema von Joshua Pragers Buch aus dem Jahr 2021 "The Family Roe: An American Story".

## Beziehung zu Connie Gonzalez
Kurz nach der dritten Geburt, als das Urteil Roe v. Wade durch die Instanzen ging, lernte McCorvey Connie Gonzalez kennen und begann eine langfristige Beziehung mit Gonzalez. Sie lebten 35 Jahre lang zusammen in Dallas.
Nachdem sie zum Katholizismus konvertiert war, lebte McCorvey, obwohl sie ihre Beziehung als platonisch bezeichnete, weiterhin mit Gonzalez zusammen. Später im Leben erklärte McCorvey, sie sei nicht mehr lesbisch, wobei sie später sagte, ihre religiöse Konversion zum evangelischen Christentum und der Verzicht auf ihre Sexualität seien finanziell motiviert gewesen. McCorvey zog 2006, kurz nachdem Gonzalez einen Schlaganfall erlitt, aus dem gemeinsamen Haus aus.

## Tod
Norma McCorvey starb am 18. Februar 2017 im Alter von 69 Jahren in Katy, Texas in Folge von Herzversagen.

## DokumentationAKA Jane Roe
Am 22. Mai 2020 wurde auf FX ein Dokumentarfilm mit dem Titel "AKA Jane Roe" ausgestrahlt, in dem McCorveys Leben und die finanziellen Anreize für eine Änderung ihrer Ansichten zur Abtreibung beschrieben werden. In einem, kurz vor ihrem Tod, für den Film geführten Interview, das sie als "Geständnis am Sterbebett" bezeichnete, sagte McCorvey, ihr Anti-Abtreibungs-Aktivismus sei "alles nur gespielt" gewesen und sie habe es getan, weil sie dafür bezahlt wurde. Es sei ihr egal gewesen, ob eine Frau abgetrieben habe. "Ich war der große Fisch. Ich denke, es war eine gegenseitige Sache. Ich habe ihr Geld genommen und sie haben mich vor die Kameras gestellt und mir gesagt, was ich sagen soll. Das habe ich dann auch gesagt", sagte McCorvey. "Wenn eine junge Frau abtreiben will, ist das für mich kein Problem. Deshalb nennt man es ja auch Wahlfreiheit", fügte sie hinzu.
Robert Schenck, ein ehemaliger evangelikaler Abtreibungsgegner und Pastor, der mit McCorvey zusammengearbeitet hat, bestätigte die Behauptung im Dokumentarfilm. Er erklärte, dass seine Gruppe McCorvey dafür bezahlt hätte, gegen Abtreibung zu sprechen und erklärte: "Ihr Name und ihr Foto brachten meiner Gruppe und vielen anderen den größten Geldsegen, aber das Geld, das wir ihr gaben, war bescheiden. Mehr als einmal habe ich versucht, dies mit einem zusätzlichen Scheck auszugleichen, aber es war nie fair." Laut Steuerunterlagen erhielt McCorvey während ihrer Jahre als Anti-Abtreibungsaktivistin mindestens $450,000 von Anti-Abtreibungsgruppen. Schenck sagte, er sei überrascht gewesen, dass McCorvey sagte, sie befürworte Abtreibungsrechte, obwohl er wusste, dass sie "Zweifel an der Pro-Life-Botschaft hegte, die sie verbreitete".
Pavone, der jahrzehntelang mit McCorvey zusammenarbeitete, sagte, dass sie nicht auf der Gehaltsliste seiner Organisation, Priests for Life, stand, und sagte, dass er nicht glaube, dass McCorveys Aktivismus aufrichtig war: "Ich kann mir sogar vorstellen, dass sie emotional in die Enge getrieben wurde, um diese Worte aus ihrem Mund zu bekommen, aber die Dinge, die ich in 22 Jahren mit ihr gesehen habe – die Tausende und Abertausende von Gesprächen, die wir hatten – das war echt." Später schrieb er, "Abtreibungsbefürworter behaupten also, dass Norma McCorvey, die Jane Roe von Roe v. Wade, bei ihrer Bekehrung nicht aufrichtig war. Sie war es. Ich war 22 Jahre lang ihr geistlicher Begleiter, nahm sie in die katholische Kirche auf, hielt regelmäßigen Kontakt, sprach am Tag ihres Todes mit ihr und leitete ihre Beerdigung." Abby Johnson, die für Planned Parenthood arbeitete, bevor sie sich der Anti-Abtreibungs-Bewegung anschloss, sagte, dass McCorvey sie einige Tage vor ihrem Tod anrief, um ihre Reue über Abtreibung auszudrücken. Johnson sagte, sie glaube, McCorvey sei eine geschädigte Frau gewesen, die nicht so schnell ins Rampenlicht hätte gerückt werden sollen, nachdem sie sich gegen Abtreibung gewandt hatte: "Ich habe kein Problem damit zu glauben, dass sie im letzten Jahr ihres Lebens versucht hat, sich selbst davon zu überzeugen, dass Abtreibung in Ordnung sei. Aber ich weiß, dass sie am Ende ihres Lebens nicht mehr daran geglaubt hat."